# Bythinella cylindrica
Bythinella cylindrica é uma espécie de gastrópode da família Hydrobiidae.
É endémica de Austria. 